# تشانغ لي (رامية الرمح صينية)
تشانغ لي (بالصينية: 张丽) هي رامية الرمح ‏ صينية، ولدت في 26 يونيو 1961.

## وصلات خارجية
- تشانغ لي (رامية الرمح صينية) على موقع الاتحاد الدولي لألعاب القوى (الإنجليزية)